# Amfiblastula
Amfiblastula je pohyblivá larva houbovců (Porifera). Vzniká rýhováním zygoty a postupně se vyvine až v dospělého jedince.

## Vývoj
Amfiblastula je pouze jednovrstevná a polarizovaná. Na horní pólu larvy jsou bičíkaté buňky, které jsou základem budoucího entodermu, na pólu dolním jsou větší buňky, které jsou základem budoucího vnějšího zárodečného listu (ektodermu). Po opuštění mateřského těla se nějakou dobu larva pohybuje volně a za několik dní přisedá k substrátu, přičemž bičíkaté buňky se začínají vchlipovat do větších buněk. Důsledkem tohoto procesu vzniká 2. zárodečný list - endoderm. Tímto způsobem se larva vyvine v dospělého jedince.